# 2005-ös Red Bull Air Race Világkupa
A Red Bull Air Race Világkupa 2005-ben harmadik alkalommal került megrendezésre. A szezon április 8-án az Egyesült Arab Emírségekben vette kezdetét, és október 8-án az Egyesült Államokban végződött. A pilóták versenyében az amerikai Mike Mangold lett a bajnok négy ponttal megelőzve a magyar Besenyei Pétert.

## Versenynaptár
| 2005 Red Bull Air Race Világkupa Versenynaptár | 2005 Red Bull Air Race Világkupa Versenynaptár | 2005 Red Bull Air Race Világkupa Versenynaptár           | 2005 Red Bull Air Race Világkupa Versenynaptár |
|                                                | Dátum                                          | Helység                                                  | Ország                                         |
| ---------------------------------------------- | ---------------------------------------------- | -------------------------------------------------------- | ---------------------------------------------- |
| 1                                              | Április 8.                                     | Port of Mina' Zayid, Abu-Dzabi                           | Egyesült Arab Emírségek                        |
| 2                                              | Június 12.                                     | Erasmusbrug, Rotterdam                                   | Hollandia                                      |
| 3                                              | Június 25.                                     | Zeltweg                                                  | Ausztria                                       |
| 4                                              | Július 24.                                     | Rock of Cashel                                           | Írország                                       |
| 5                                              | Augusztus 7.                                   | Longleat, Wiltshire                                      | Egyesült Királyság                             |
| 6                                              | Augusztus 20.                                  | Duna folyó, Budapest                                     | Magyarország                                   |
| 7                                              | Október 8.                                     | Marina Green and Aquatic Park, San Francisco, Kalifornia | USA                                            |

## Végeredmény
| 2005 Red Bull Air Race Világkupa Végeredmény | 2005 Red Bull Air Race Világkupa Végeredmény | 2005 Red Bull Air Race Világkupa Végeredmény | 2005 Red Bull Air Race Világkupa Végeredmény | 2005 Red Bull Air Race Világkupa Végeredmény | 2005 Red Bull Air Race Világkupa Végeredmény | 2005 Red Bull Air Race Világkupa Végeredmény | 2005 Red Bull Air Race Világkupa Végeredmény | 2005 Red Bull Air Race Világkupa Végeredmény | 2005 Red Bull Air Race Világkupa Végeredmény | 2005 Red Bull Air Race Világkupa Végeredmény |
| Helyezés                                     | Pilóta                                       | Csapat                                       | UAE                                          | NED                                          | AUT                                          | IRL                                          | GBR                                          | HUN                                          | USA                                          | Pontok                                       |
| -------------------------------------------- | -------------------------------------------- | -------------------------------------------- | -------------------------------------------- | -------------------------------------------- | -------------------------------------------- | -------------------------------------------- | -------------------------------------------- | -------------------------------------------- | -------------------------------------------- | -------------------------------------------- |
| 1                                            | Mike Mangold                                 | Mangold                                      | 3                                            | 1                                            | 1                                            | 5                                            | 1                                            | 1                                            | 1                                            | 36                                           |
| 2                                            | Besenyei Péter                               | Red Bull                                     | 1                                            | 2                                            | 2                                            | 1                                            | 3                                            | 4                                            | 4                                            | 32                                           |
| 3                                            | Kirby Chambliss                              | Red Bull                                     | 9                                            | 4                                            | 4                                            | DNS                                          | 2                                            | 2                                            | 2                                            | 21                                           |
| 4                                            | Klaus Schrodt                                | betandwin                                    | 5                                            | 3                                            | 7                                            | 4                                            | 4                                            | 5                                            | 3                                            | 18                                           |
| 5                                            | Paul Bonhomme                                | Bonhomme                                     | 6                                            | 7                                            | 3                                            | 3                                            | 5                                            | 3                                            | 5                                            | 17                                           |
| 6                                            | Steve Jones                                  | Jones                                        | 2                                            | 5                                            | 5                                            | 6                                            | 6                                            | 6                                            | 9                                            | 12                                           |
| 7                                            | Nicolas Ivanoff                              | Hamilton                                     | 4                                            | 6                                            | 6                                            | 2                                            | 7                                            | 7                                            | 6                                            | 11                                           |
| 8=                                           | Frank Versteegh                              | Versteegh                                    | 8                                            | 8                                            | 8                                            | 7                                            | 8                                            | DNS                                          | 8                                            | 0                                            |
| 8=                                           | Alejandro Maclean                            | Maclean                                      | 7                                            | 9                                            | 9                                            | TP                                           | 10                                           | 9                                            | 10                                           | 0                                            |
| 8=                                           | Nigel Lamb                                   | Lamb                                         | DNP                                          | DNP                                          | DNP                                          | DNP                                          | 9                                            | 8                                            | 7                                            | 0                                            |

Magyarázat:
- DNP: nem vett részt
- DNS: nem mutatják
- TP: Technikai probléma

## Statisztika
Győzelmek
|    | Pilota         |   |
| -- | -------------- | - |
| 1. | Mike Mangold   | 5 |
| 2. | Besenyei Péter | 2 |

Dobogós helyezések
|    | Pilota          |   |
| -- | --------------- | - |
| 1. | Mike Mangold    | 6 |
| 2. | Besenyei Péter  | 5 |
| 3. | Kirby Chambliss | 3 |
| -  | Paul Bonhomme   | 3 |
| 5. | Klaus Schrodt   | 2 |
| 6. | Steve Jones     | 1 |
| -  | Nicolas Ivanoff | 1 |

## Repülőgépek
| CAP-232        | CAP Aviation       | Nicolas Ivanoff                                        |
| Extra 230      | Extra Flugzeugbau  | Nicolas Ivanoff                                        |
| Extra 300L     | Extra Flugzeugbau  | Nigel Lamb Alejandro Maclean Frank Versteegh           |
| Extra 300S     | Extra Flugzeugbau  | Besenyei Péter Paul Bonhomme Steve Jones Klaus Schrodt |
| Sukhoi Su-26   | Sukhoi Corporation | Alejandro Maclean                                      |
| Sukhoi Su-31   | Sukhoi Corporation | Alejandro Maclean                                      |
| Zivko Edge 540 | Zivko Aeronautics  | Kirby Chambliss Mike Mangold                           |